# 懷特克勞德 (印地安納州)
懷特克勞德（英語：White Cloud）是位於美國印地安納州哈里森縣的一個非建制地區。該地的面積和人口皆未知。